# 黃星弄蝶
黃星弄蝶別名又稱：狹翅黃星弄蝶，本種常見於全島平地至中海拔山區的一種弄蝶，成蝶經常在溪邊或是闊葉林附近較寬闊的區域出現，雄蝶偏好在溪邊或潮濕的地面飲水，且低海拔與中海拔之個體長相有些微的不同，而低海拔的黃星弄蝶能清楚看到數個黃色斑點在後翅腹面上，但中海拔個體的黃色斑點較低海拔的模糊難以辨識。

## 特徵
蝴蝶的雄性斑紋與雌性有相異之處，通常在軀體的背側有黑褐色，腹側為黃色。前翅翅形為三角形，外緣弧形，翅頂尖，後翅頗圓。

## 生態習性
一年多代，成蟲棲息於森林邊緣、溪流邊，飛行敏捷，有訪花及在溼地吸水的習性。

## 棲地分佈
蝴蝶分布在台灣全島海拔0~2800m，低海拔與中海拔的個體長相稍有不同。

## 攝食食物
黃星弄蝶幼蟲以禾本科的芒屬植物為寄主，例如白背芒、台灣芒、及五節芒等。